# Sibila Eduviges de Sajonia-Lauenburgo
Sibila Eduviges de Sajonia-Lauenburgo (Ratzeburgo, 30 de julio de 1625-Lauenburgo, 1 de agosto de 1703) fue una princesa de Sajonia-Lauenburgo y, por matrimonio, duquesa de Sajonia-Lauenburgo.

## Biografía
Sibila Eduviges era la hija menor del duque Augusto de Sajonia-Lauenburgo (1577-1656) de su primer matrimonio con Isabel Sofía (1599-1627), hija del duque Juan Adolfo de Holstein-Gottorp.
En 1654, se casó con su primo, el duque Francisco Erdmann de Sajonia-Lauenburgo (1629-1666). El contrato de matrimonio ya había concluido dos años antes y sirvió para cesar las disputas sobre la sucesión del duque Augusto, que se había quedado sin hijos sobrevivientes.
Su matrimonio no tuvo hijos y Sibila Eduviges no solo sobrevivió a su esposo, sino también al último duque de Sajonia-Lauenburgo, Julio Francisco, quien había muerto en 1689. En vano, Sibila Eduviges reclamó la sucesión. Pasó su viudez principalmente en Tüschenbeck y en el Fürstenhof, una casa de verano en Groß Grönau. Recibió ingresos de la oficina de Ratzeburgo y renovó la tumba de su padre en la catedral de Ratzeburgo. Sibila Eduviges está enterrada en la Iglesia de María Magdalena, en Lauenburgo.
Las granjas pertenecientes a su wittum (asiento de viuda), Kulpin y Groß Grönau, fueron cedidas al duque Jorge Guillermo de Brunswick-Luneburgo, mientras que Tüschenbeck y Gran Sarau fueron legados a su amiga de la infancia, Armgard Margaret de Bernstorff, esposa de Christian Ulrich von Wackerbarth.